# Dàshèngqǐxìnlùn
Il Dàshèngqǐxìnlùn (大乘起信論; in Wade-Giles Ta-sheng ch'i-hsin lun; in giapponese: Daijōkishinron; coreano: 대승기신론, Taesŭngkisillon; vietnamita: Đại thừa khởi tín luận; lett. "Trattato sul risveglio della fede secondo il Mahāyāna"; intenderebbe rendere un ricostruito sanscrito *Mahāyānaśraddhotpādaśāstra) è un trattato, apocrifo, buddista cinese risalente nelle sue prime presunte traduzioni al VI secolo d.C. e attribuito ad  Aśvaghoṣa.

## IlDàshèngqǐxìnlùnnel Canone buddista cinese e le sue origini
Il Dàshèngqǐxìnlùn è presente in due versioni nel Canone buddista cinese:
- nella traduzione del monaco indiano Paramārtha (499-569), al T.D. 1666;
- nella traduzione del monaco khotanese Śikṣānanda (652-710), al T.D. 1667.

Il testo è tradizionalmente attribuito all'esegeta buddista Mahāyāna del I secolo, Aśvaghoṣa, ma la critica moderna lo intende come "apocrifo". Alcuni studiosi hanno supposto che il vero autore di questo testo altri non sia che lo stesso Paramārtha che dopo essere giunto in Cina ne abbia forse dapprima redatto una copia in sanscrito, poi andata perduta, e infine ne abbia prodotto una traduzione in lingua cinese.

## Le dottrine veicolate dalDàshèngqǐxìnlùn
L'evidente obiettivo dell'autore del Dàshèngqǐxìnlùn è quello di coniugare, conciliandole, due importantissime dottrine proprie del buddismo Mahāyāna: quella relativa al tathāgatagarbha fondata su sūtra quali, ad esempio, il Tathāgatagarbhasūtra, il Mahāyāna Mahāparinirvāṇasūtra, lo Śrīmālādevīsiṃhanādasūtra o il Laṅkāvatārasūtra, e la dottrina detta dello ālayavijñāna, commentata da autori di scuola Yogācāra quali, ad esempio, i fratelli Asaṅga e Vasubandhu.
La prima dottrina, quella del tathāgatagarbha, sostiene che l'illuminazione, quindi la natura di Buddha, è già propria di tutti gli esseri senzienti ma questi, ricoperti come sono dalle afflizioni (kleśa: passioni, rabbia, opinioni erronee, brama, ignoranza, dubbi) non ne sono consapevoli. 
La seconda dottrina, quella dello ālayavijñāna, colloca invece qui la natura ultima e buddhica degli esseri senzienti, i quali tuttavia vi raccolgono anche dei "semi" (bīja), "negativi" delle azioni passate che impediscono a tale natura, lo ālayavijñāna, di esprimersi nella sua sola pura e autentica natura.
Il Dàshèngqǐxìnlùn incrocia le due dottrine indicando la prima come paramārtha-satya, "Verità assoluta", mentre la seconda assurge al ruolo di saṃvṛti-satya, "Verità convenzionale". Dal che il tathāgatagarbha è l'"incondizionato" (asaṃskṛta) mentre lo ālayavijñāna indica il "condizionato" (saṃskṛta).
La "mente" è per sua natura, natura di Buddha, tathāgatagarbha, ma essa è vincolata ai processi di produzione e cessazione (di nascita e morte, saṃsāra) e quindi ne detiene i "semi" nello ālayavijñāna, quindi la "mente" è contemporaneamente "illuminata" e "ingannata".
Dal punto di vista dei Buddha e dei bodhisattva pienamente illuminati, la mente di tutti gli esseri senzienti (sattva) è vista come in un perpetuo stato di "illuminazione originale" (běnjué, hongaku, 本覺), mentre dal punto di vista degli esseri senzienti la stessa mente è percepita come ingannata, afflitta, e quindi necessita di quelle purificazioni mediante lo shǐjué (始覺, giapponese: shigaku; "illuminazione acquisita" o "illuminazione realizzata") attraverso la liberazione, la purificazione, dagli kleśa.
Secondo il Dàshèngqǐxìnlùn per realizzare l'illuminazione occorre quindi praticare sia lo zhǐ (止, sanscrito: śamatha, la "calma"), sia il guān (觀, sanscrito: vipaśyanā, "discernimento"), nonché il wúniàn (無念, "non-pensiero"). Gli aspetti di questo percorso realizzativo sono ampiamente illustrati in questa opera.